# Gakou Salamata Fofana
Pour les articles homonymes, voir Fofana.
Gakou Salamata Fofana, née en 1956 à Kayes, est une femme politique et enseignante malienne. Elle est notamment ministre de Logement, des Affaires foncières et de l’Urbanisme de 2007 à 2011.

## Biographie
Gakou Salamata Fofana devient la première femme ingénieure du bâtiment au Mali en obtenant un diplôme d'ingénieur en sciences appliquées à l'École nationale d'ingénieurs de Bamako.
Enseignante au lycée technique de Bamako, elle est aussi haut fonctionnaire : elle travaille à l'Office national de la main d’œuvre et de l’emploi de 1992 à 2001, est coordinatrice nationale et administrative du Fonds auto-renouvelable pour l’emploi de 1999 à 2001 et conseillère technique chargée des logements sociaux au ministère de l'Habitat et de l'Urbanisme de 2004 à 2007. 
Elle fonde également en juillet 1990 l'Association des femmes ingénieures du Mali (AFIMA) qu'elle préside comme l'Agence pour la promotion des entreprises privées (APEP) et le Réseau africain des femmes ingénieurs et scientifiques de 2000 à 2003.
Elle est ministre de Logement, des Affaires foncières et de l’Urbanisme du 3 octobre 2007 au 30 mars 2011.